# Главное ракетно-артиллерийское управление Министерства обороны

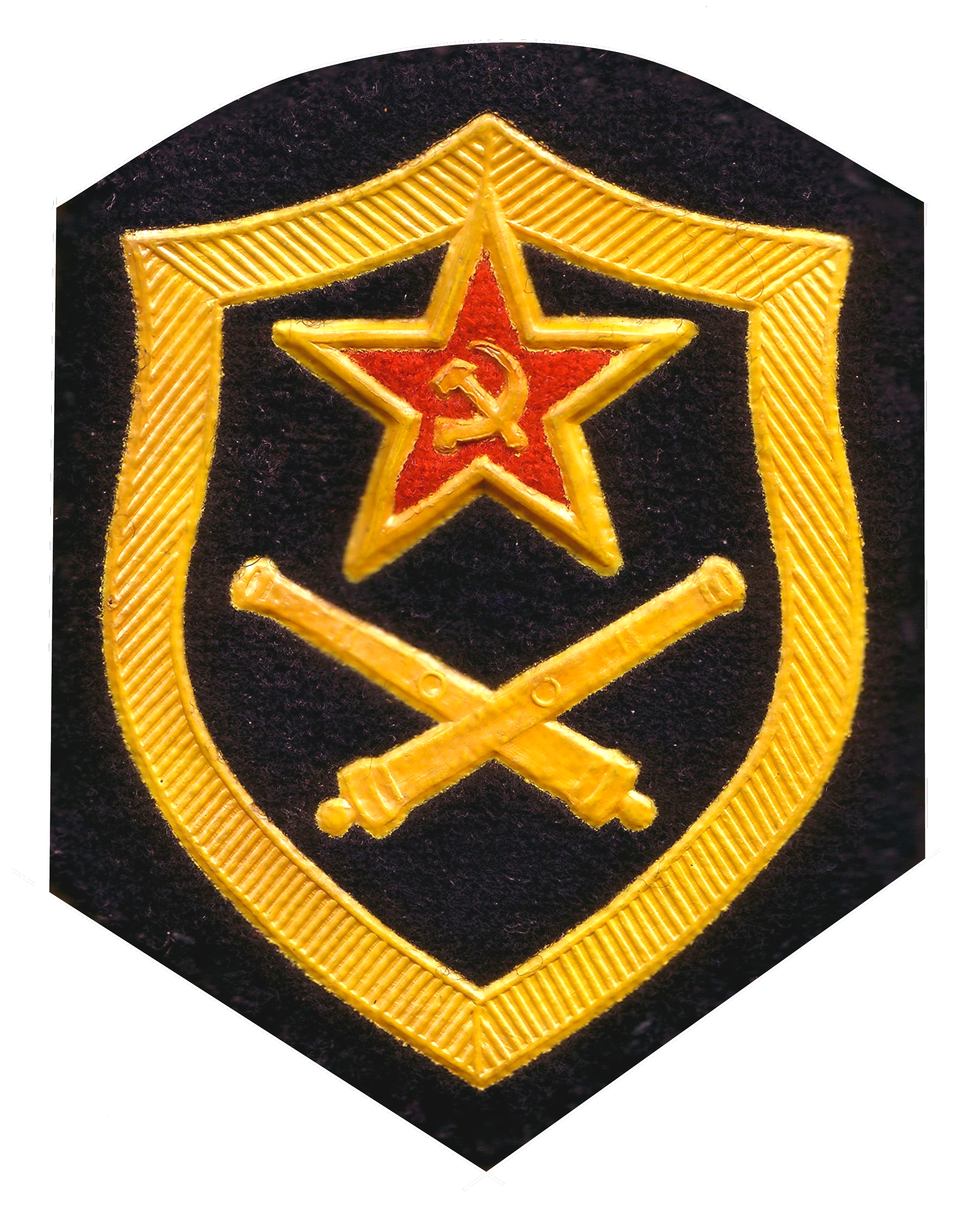
Нарукавный знак по роду войск (службе) Ракетные войска и Артиллерия, ВС СССР.

Главное артиллерийское управление — орган управления артиллерией Российской империи, СССР и Российской Федерации. 
Современное название: Главное ракетно-артиллерийское управление Министерства обороны Российской Федерации (ГРАУ Минобороны России).

## Предыстория
- 1475 год — в Москве основана Пушкарная изба.
- 1577 год — Иваном Грозным Пушкарная изба преобразована в Пушкарский приказ.
- 1700 год — 19 мая, в Пушкарском приказе учреждена должность генерал-фельдцейхмейстера.
- 1701 год — Пушкарский приказ переименован в Артиллерийский приказ.
- 1709 год — Артиллерийский приказ переименован в Артиллерийскую канцелярию.
- 1714 год — учреждена отдельная от московского Приказа артиллерии Санкт-Петербургская артиллерийская канцелярия и существовавшая при генерал-фельдцейхмейстере Походная артиллерийская канцелярия переведена из Москвы в Санкт-Петербург.
- 1720 год — декабрь, Приказ артиллерии переименован в Московскую артиллерийскую канцелярию.
- 1722 год — Московская артиллерийская канцелярия переименована в Московскую артиллерийскую контору.
- 1726 год — 15 марта, утверждён штат Главной артиллерийской канцелярии в Санкт-Петербурге.
- 1729 год — 28 июля, Главная артиллерийская канцелярия в Санкт-Петербурге переименована в Канцелярию от Артиллерии и от Фортификации.
- 1730 год — в Санкт-Петербурге восстановлена Главная артиллерийская канцелярия.
- 1743 год — 25 января, Главная артиллерийская канцелярия в Санкт-Петербурге переименована в Канцелярию главной артиллерии и фортификации.
- 1796 год — 6 декабря, упразднение должности генерал-фельдцейхмейстера, а равно и уничтожение состоявшего при нём штата.
- 1796 год — 21 декабря, упразднение в Санкт-Петербурге отдельной от Военной коллегии Канцелярии главной артиллерии и фортификации, слияние артиллерийского и военного ведомств и передача дел в «особливый департамент», наименованный Артиллерийский департамент Военной коллегии.
- 1797 год — январь, Московская артиллерийская контора переименована в Московское артиллерийское депо.
- 1797 год — 28 января, Артиллерийский департамент Военной коллегии преобразован в Артиллерийскую экспедицию Военной коллегии.
- 1798 год — 26 января, восстановление должности генерал-фельдцейхмейстера
- с начала XIX века — Артиллерийский департамент Военного министерства Российской империи

## История
28 декабря 1862 года приказом Военного министра № 375 было учреждено Главное артиллерийское управление (ГАУ) Военного министерства Российской империи. ГАУ руководило снабжением армии не только артиллерийскими орудиями и боеприпасами, но и стрелковым оружием, а также руководило боевой подготовкой и укомплектованием артиллерийских частей. Ему подчинялись казённые военные заводы. Во главе его стоял генерал-фельдцейхмейстер, в 1908 году была введена должность начальника ГАУ.
Во время Первой мировой войны ГАУ играло важнейшую роль в снабжении армии оружием и боеприпасами. В этот период его возглавляли генерал от артиллерии Д. Д. Кузьмин-Короваев (13.2.1909 — 24.5.1915) и генерал от артиллерии А. А. Маниковский (24.5.1915 — 15.6.1918).
В декабре 1917 года в связи с революцией и окончательным развалом Русской гвардии, армии, флота и так далее, произошла реорганизация ГАУ в Артиллерийское управление (с 1921 года стало именоваться как Главное артиллерийское управление). 15 октября 1918 года для руководства и управления артиллерией была учреждена должность инспектора артиллерии при штабе Революционного военного совета республики.
На эту должность был назначен бывший генерал-лейтенант краском Г. М. Шейдеман. С августа 1921 года должность была переименована в Начальник артиллерии РККА. Инспектор артиллерии по своим обязанностям руководил боевой деятельностью артиллерии Красной Армии, созданием новых артиллерийских формирований, комплектованием кадров, подготовкой главных документов касающихся развития артиллерии.
Для централизованного управления артиллерийскими формированиями на местах — в военных округах были созданы окружные артиллерийские управления, которые исполняли директивы центральных артиллерийских ведомств, непосредственно руководили формированием артиллерийских формирований РККА в округах, имели артиллерийские запасные части для подготовки кадров для артиллерии действующей армии. При штабах всех армий и фронтов РККА были учреждены должности инспекторов артиллерии армий и фронтов. Инспекторы контролировали  деятельность находящейся в их подчинении артиллерии.
С осени 1918 года артиллерия Красной армии, получив централизованное управление, стала полноценным родом войск в ВС РСФСР. Главное артиллерийское управление 28 марта 1924 года переименовано в Артиллерийское управление РККА.
13 июля 1940 года — на базе Артиллерийского управления и других сформировано Главное артиллерийское управление Красной Армии. В 1946 году Д. Ф. Устиновым, В. М. Рябиковым и Л. М. Гайдуковым по результатам работы советского института Нордхаузен в оккупационной зоне в Германии, созданный для изучения военно-промышленного комплекса завода «Монтанья» по производству ракеты Фау-2, совместно с сотрудниками института Нордхаузен принимается решение, что ракета не является боеприпасом, а является новым перспективным видом вооружения.
В марте — апреле того же года ГАУ Красной Армии подвергается серьёзной реорганизации с переименованием в ГАУ Сухопутных войск Министерства вооружённых сил СССР, в нём появляется новое Управление развития реактивного вооружения (чуть позднее просто Управление реактивного вооружения, или 4-е управление) во главе с полковником Мрыкиным
В 1956 году в связи с появлением принципиально новых видов вооружений ракетной техники, система обозначений (индексов) образцов вооружений, применяемая в не секретной переписке, претерпела ряд изменений. В Министерстве обороны 19 ноября 1960 года Главное артиллерийское управление (ГАУ) переименовывается в Главное ракетно-артиллерийское управление (ГРАУ), которое является государственным заказчиком военной техники, с начала 1960 года представительства военного заказчика размещаются на заводах.
- 19 ноября 1960 года — преобразование ГАУ в Главное ракетно-артиллерийское управление МО СССР.

В отдельные периоды истории официальным органом был «Артиллерийский журнал».

## Функции Главного ракетно-артиллерийского управления
В Министерстве обороны Российской Федерации ГРАУ выполняет следующие функции:
- главный орган военного управления по организации ракетно-технического и артиллерийско-технического обеспечения войск в мирное и в военное время;
- генеральный заказчик и поставщик ракетно-артиллерийского вооружения (РАВ) в войска;
- генеральный заказчик по разработке и производству и центральный довольствующий орган по обеспечению Вооружённых Сил ракетно-артиллерийским вооружением и боеприпасами к нему.[5]

## Руководители российской артиллерии до создания ГАУ
- князь С. И. Коркодинов (октябрь 1577 — 1581)
- князь Е. М. Пушкин (1581 — январь 1611)
- окольничий, князь Ю. Д. Хворостинин (январь 1611 — 1622)
- дворянин И. К. Карамышев (1622 — 1628)
- князь Д. И. Мезецкой (1628 — 1629)
- боярин М. Б. Шеин (1629 — 1632)
- князь А. Ю. Сицкий (1632 — 1636)
- князь А. Ф. Литвинов-Мосальский (1636 — 1646)
- окольничий П. Т. Траханиотов (1647 — 1648)
- боярин М. П. Пронский (1648 — 1651)
- князь Ю. А. Долгорукий (1651 — 1654)
- князь В. Г. Ромодановский (1665 — 1671)
- князь Ю. И. Ромодановский (1665 — 1671)
- дворянин И. И. Баклановский (1671 — 1673)
- князь Ю. А. Долгорукий (1677 — 1680)
- князь В. В. Голицын (1680 — 1689, с перерывом)
- окольничий В. А. Змиев (1683 — ?)
- князь Я. Н. Одоевский (1690 — 1693)
- думный дьяк А. И. Иванов (1694 — 1697)
- боярин, генералиссимус А. С. Шеин (1697 — август 1699)
- царевич, генерал-фельдцейхмейстер А. А. Имеретинский (1699 — 1700)
- думный дьяк А. А. Виниус (1700 — 1703)
- генерал-майор, с 1706 генерал-поручик, с 1711 генерал-фельдцейхмейстер Я. В. Брюс (1704 — 1726)
- генерал-аншеф И. Я. Гинтер (1726 — 1729)
- генерал-аншеф, с 1732 генерал-фельдмаршал Б. К. Миних (1729 — 1735)
- генерал-фельдцейхмейстер, с 1742 генерал-фельдмаршал принц Людвиг Вильгельм Гессен-Гомбургский (1735 — 1745)
- генерал-фельдцейхмейстер В. А. Репнин (1745 — 1748)
- генерал-фельдцейхмейстер П. И. Шувалов (1756 — 1762)
- генерал-фельдцейхмейстер А. Н. Вильбоа (1762 — 1765)
- генерал-фельдцейхмейстер Г. Г. Орлов (1765 — 1783)
- генерал-аншеф И. И. Меллер-Закомельский (1783 — 1790)
- светлейший князь генерал-фельдмаршал Г. А. Потёмкин (1790 — 1791)
- генерал-фельдцейхмейстер П. А. Зубов (1793 — 1796)
- генерал от артиллерии П. И. Мелиссино (1796 — 1797)
- генерал-майор, с марта 1798 — генерал-лейтенант А. И. Челищев (1797 — 1799)
- генерал-лейтенант А. А. Аракчеев (январь — октябрь 1799)
- генерал от артиллерии А. И. Корсаков (март 1800 — май 1803)
- генерал-лейтенант, с 1807 генерал от артиллерии А. А. Аракчеев (май 1803 — январь 1810)
- генерал-лейтенант, с 1814 генерал от артиллерии П. И. Меллер-Закомельский (январь 1810 — 1819)
- генерал-фельдцейхмейстер вел. кн. Михаил Павлович (1819 — 1849)

## Начальники ГАУ
- генерал от артиллерии вел. кн. Михаил Николаевич (1862 — январь 1863)
- генерал от артиллерии А. А. Баранцов (январь 1862 — 1881)
- генерал от артиллерии Л. П. Софиано (1881—1896)
- генерал от артиллерии А. А. Барсов (1896—1899)
- генерал от артиллерии М. Е. Альтфатер (1899—1904)
- генерал от артиллерии Д. Д. Кузьмин-Караваев (13.02.1905 — 24.05.1915)
- генерал от артиллерии А. А. Маниковский (май 1915 — февраль 1917)
- генерал-лейтенант В. А. Лехович (6 марта — 2 декабря 1917)
- генерал-майор М. Н. Орлов (и. о., декабрь 1917 — февраль 1918)
- П. П. Нечволодов (14.03.1918 — апрель 1918), бывший генерал-лейтенант
- В. С. Михайлов (29.04.1918 — 24.12.1918)[6], бывший генерал-майор
- и. о. И. А. Эйсмонт (и. о. 24.12.1918 — 09.02.1919), бывший поручик
- А. В. Зотов (09.02.1919 — 1921)
- А. Е. Шафран (01.06.1921 — 23.02.1922)
- П. А. Петряев (23.02.1922 — июнь 1922), бывший штабс-капитан
- Ю. М. Шейдеман (20.07.1922 — апрель 1924), бывший генерал-лейтенант

### Начальники Артиллерийского управления и Управления снабжений РККА
- В. К. Садлуцкий (апрель 1924 — февраль 1925), бывший капитан, впоследствии комбриг
- П. Е. Дыбенко (апрель 1925 — ноябрь 1926), впоследствии командарм 2-го ранга
- Г. И. Кулик (ноябрь  1926 — ноябрь 1929), впоследствии Маршал Советского Союза
- Г. И. Бондарь (19 ноября 1929 — 1930), впоследствии комкор
- Б. М. Симонов (и. о., 1 февраля 1931 — август 1932), впоследствии полковник
- комкор Н. А. Ефимов (август 1932 — 22 мая 1937)
- комкор (с 14.06.1937 — командарм 2-го ранга) Г. И. Кулик (23 мая 1937 — 14 июня 1937)

### Начальники Артиллерийского управления РККА
- командарм 2-го ранга Г. И. Кулик (14 июня 1937 — январь 1939)
- комбриг (с 9.02.1937 — комдив) Г. К. Савченко (январь 1939 — 13 июля 1940)

### Начальники ГАУ Красной Армии и Советской армии, ГРАУ Советской армии
- Маршал Советского Союза Г. И. Кулик (13.07.1940 — 14.06.1941)
- генерал-полковник артиллерии (с 21.02.1944 — маршал артиллерии) Н. Д. Яковлев (14.06.1941 — ноябрь 1948)
- генерал-полковник артиллерии М. И. Неделин (ноябрь 1948 — март 1950)
- генерал-полковник артиллерии И. И. Волкотрубенко (март 1950 — январь 1952)
- генерал-полковник артиллерии (с 11.03.1955 — маршал артиллерии) С. С. Варенцов (январь 1952 — апрель 1955)
- генерал-полковник артиллерии Н. Н. Жданов (май 1955 — апрель 1965)
- генерал-полковник артиллерии (с 28.10.1967 — маршал артиллерии) П. Н. Кулешов (апрель 1965 — май 1983)
- генерал-лейтенант Ю. М. Лазарев (июль 1983 — апрель 1984)
- генерал-полковник Ю. М. Андрианов (май 1984 — сентябрь 1986)
- генерал-полковник М. Е. Пенкин (сентябрь 1986 — октябрь 1991)

### Начальники ГРАУ Минобороны России
- генерал-полковник А. П. Ситнов (октябрь 1991 — март 1994)
- генерал-полковник Н. И. Караулов (апрель 1994 — август 2000)
- генерал-полковник Н. И. Свертилов (октябрь 2000 — 2007)
- генерал-майор О. С. Чикирев (2007 — 2009) (уволен в 2009 в связи со взрывами на складах боеприпасов в Ульяновске)
- генерал-майор А. Л. Романовский (2009 — 2012)
- генерал-лейтенант Н. М. Паршин (июль 2012 — май 2024)
- генерал-майор Алексей Волков (май 2024 - н. в.)